# Alexander Franciscus van Beurden
Alexander Franciscus (Frans?) van Beurden (Grave, 28 juli 1857 – Maastricht, 27 maart 1934) was een Nederlands landmeter, amateurhistoricus en publicist.

## Levensloop
Hij was een zoon van Wilhelmus van Beurden, brigadier en wachtmeester bij de Marechaussee in Grave, en zijn vrouw Anna Maria Speijkers. Het gezin woonde achtereenvolgens in Grave, Veghel en Boxmeer. Begin 1875 ging hij naar Tilburg, waar hij de Rijks Hogere Burgerschool doorliep. Hierna doorliep hij het Lyceum in Maastricht. Na zijn eindexamen volgde hij een opleiding tot landmeter.
Op 11 januari 1881 werd hij landmeter van het kadaster in Roermond. Later dat jaar trouwde hij ook in Roermond met Mélanie van Schoonhoven, de dochter van zijn hospita. Van Beurden was zeer actief in het Roermondse verenigingsleven. Hij was onder meer lid van de Koninklijke Harmonie van Roermond, het Roermonds Mannenkoor en carnavalsvereniging De Flarusse. In 1893 was Van Beurden als secretaris betrokken bij de oprichting van "Limburg", Provinciaal Genootschap voor Geschiedkunde, Wetenschappen, Taal en Kunst (nu Limburgs Geschied- en Oudheidkundig Genootschap). Vanaf 1894 gaf dit genootschap een jaarboek uit, Limburg's Jaarboek. Vanaf het begin besteedde dit jaarboek veel aandacht aan Limburgse literatuur en Limburgse taal. Van Beurden schreef zelf ook veel voor het jaarboek, meestal over streekgeschiedenis.
In 1920 verhuisde Van Beurden naar Amersfoort, waar hij als bewaarder der hypotheken en van het kadaster aangesteld werd. Dat jaar werd hij benoemd tot erevoorzitter van het Provinciaal Genootschap "Limburg". Hij bleef geïnteresseerd in streekgeschiedenis; zo was hij in Amersfoort penningmeester van Oudheidkundige Vereniging Flehite. Vanaf 1922 publiceerde Van Beurden regelmatig voor de Rooms-katholieke krant De Eembode. Naast proza schreef Van Beurden ook verhalen, zoals Meester en knecht en Zalig nujoar. Met zijn vrouw, Mélanie van Schoonhoven, had hij negen kinderen. Zijn oudste zoon, Willy van Schoonhoven van Beurden, vestigde zich in Amsterdam en werd daar tekenleraar aan het Amsterdams Lyceum. Zijn derde zoon, Victor van Schoonhoven van Beurden, was ook tekenleraar en illustreerde ook kinderboeken, waaronder het boek Goud-Eiland (een Nederlandstalige editie van Treasure Island), onder de naam Roothciv.

## Kritiek
Hoewel Van Beurden relatief veel artikelen en boeken heeft geschreven en hij geïnteresseerd was in een groot aantal onderwerpen, worden zijn publicaties als relatief onbetrouwbaar beschouwd. Het verhaal gaat dat hij als landmeter door heel Nederland reisde en overal verhalen van lokale bewoners optekende. Hierdoor zijn feit en fictie onbedoeld door elkaar heen gaan lopen.
- Digitale Bibliotheek voor de Nederlandse Letteren: beur001
- Nederlandse Thesaurus van Auteursnamen: 069068704
- Virtual International Authority File: 280718355
- WorldCat: E39PBJmtywJV8hVhx64xd3Tyh3